# Jeanne Manford
Jeanne Sobelson Manford, née le 4 décembre 1920 et morte le 8 janvier 2013, est une enseignante et militante américaine. Elle est la cofondatrice de PFLAG (en),  un organisme pour la défense des droits LGBT+. Elle reçoit en 2012 la Presidential Citizens Medal pour son engagement pour les droits des personnes LGBT+.

## Biographie
Jeanne Sobelson naît à Flushing en 1920. Elle est la troisième des cinq filles de Sadie et Charles Sobelson, respectivement femme au foyer et vendeur.
Elle étudie pendant une courte période dans l'Alabama. À la suite de la mort de son père, elle arrête ses études pour rentrer chez ses parents. Elle épouse ensuite Jules Manford, et a trois enfants (Charles, Morty et Suzanne). Durant sa trentaine, elle obtient son baccalauréat au Queens College et retourne à l'université, en rejoignant la faculté de PS 32 dans le Queens en 1964.  
Jeanne Sobelson Manford vit à New York jusqu'en 1996, date à laquelle elle déménage dans le Minnesota pour prendre soin de son arrière-petit-enfant pendant que sa petite-fille étudie à la faculté de médecine. Elle part ensuite vivre avec sa fille en Californie. 

### Fondation de PFLAG
En avril 1972, Jeanne Manford et son mari Jules apprennent par un appel téléphonique que leur fils, Morty, militant gay, a été agressé pendant qu'il distribuait des tracts au cinquantième dîner annuel de l'Inner Circle (en), un rassemblement de journalistes et de personnalités du monde de la télévision. Les rapports indiquent que Morty a été « frappé à coups de pied et piétiné » alors qu'il était emmené par la police.
À la suite de l'événement, Jeanne Manford écrit une lettre au New York Post, dans lequel elle s'identifie comme la mère d'un manifestant gay, et se plaint de l'inaction de la police face aux violences. Durant les semaines suivantes, elle donne des interviews et participe à des émissions radio et de télévision dans plusieurs villes, toujours accompagnée de son mari ou de son fils.
Le 25 juin 1972, Jeanne Manford participe avec son fils à la marche des fiertés de New York (en) et porte une pancarte sur laquelle elle écrit « Parents d'homosexuels, unissez-vous pour soutenir nos enfants ».  À cette époque, l'homosexualité est encore considérée comme une maladie mentale, et la sodomie comme un crime. Le sénateur californien Mark Leno déclare par la suite que « descendre dans la rue pour exprimer son soutien à son fils hors-la-loi, malade mental, n'était pas une mince affaire… Mais c'était l'effet de l'amour maternel » (« [f]or her to step into the street to declare support for her mentally ill, outlaw son - that was no small act... But it was what a mother's love does. Jeanne Manford raconte, lors d'une interview en 1996, l'accueil très positif qu'elle reçoit durant la marche. Poussée par cet enthousiasme, Jeanne Manford et son mari souhaitent créer une organisation de parents d'homosexuels et de lesbiennes afin de faire davantage dialoguer entre les communauté gay et hétérosexuelle.
Rapidement, elle organise des réunions de parents, auxquelles sont mari participe lui aussi. La première réunion du groupe, alors nommée Parents of Gays, réunit environ 20 personnes dans la Metropolitan-Duane Methodist Church, aujourd'hui rebaptisée Church of the Village. Cette organisation est par la suite renommée Parents, Families and Friends of Lesbians and Gays, abrégé PFLAG (en).
En 1993, Jeanne Manford crée une section locale de PFLAG à Astoria. Elle évoque son fils et la fondation de PFLAG dans le podcast All Gay Long.
L'agresseur de Morty s'est par la suite engagé pour les droits des homosexuels et a noué une relation cordiale avec Morty.

### Fin de vie
Après avoir enseigné à l'école primaire 32 de Flushing pendant 26 ans, Jeanne Manford prend sa retraite en 1990 à l'âge de 70 ans.
Son fils Morty, devenu procureur général adjoint de l'État de New York, décède du sida en 1992, à l'âge de 41 ans. Son fils Charles décède en 1966 et son mari Jules en 1982. Jeanne Manford démange à Rochester en 1996 pour se rapprocher de sa famille. En octobre 2009, le président américain Barack Obama raconte la fondation du PFLAG par Jeanne Manford dans un discours télévisé avant le dîner annuel de la  Human Rights Campaign. 
Jeanne Manford meurt à son domicile à Daly City le 8 janvier 2013, à l'âge de 92 ans. Une collection de documents de Manford est archivée à la Bibliothèque publique de New York.

## Prix et distinctions
En juin 1991, Manford est la Grand Marshall de la marche des fiertés de New York. En 1993, elle est la Grand Marshall de la première marche des fiertés dans le Queens.
En février 2013, Barack Obama annonce décernser à titre posthume la  Presidential Citizens Medal à Jeanne Manford, pour son travail de cofondation de PFLAG et ses années de défense des droits LGBT. Il s'agit de la deuxième plus haute distinction civile décernée par les États-Unis. Jeanne Manford est l’une des 18 citoyens sélectionnés pour recevoir le prix parmi plus de 6 000 nominations. Le 15 février 2013, la fille de Manford, Suzanne Manford Swan, reçoit le prix en son nom lors d'une cérémonie à la Maison Blanche, durant laquelle Barack Obama prononce un discours en l'honneur de Jeanne Manford et de PFLAG. Il valorise notamment les répercussions de ces actions à l'échelle internationale.
Le 26 avril 2014, la 171e rue, entre les 33e et 35e avenues, dans le quartier de Flushing, à New York, est rebaptisée « Jeanne, Jules, Morty Manford PFLAG Way »,.
Le 20 mai 2017, le bureau de poste Jackson Heights (en), dans le Queens est dédiée à Jeanne et Jules Manford.
En juin 2019, Manford est l'une des cinquante premiers « pionniers, précurseurs et héros » (pioneers, trailblazers, and heroes) étasuniens intronisés au National LGBTQ Wall of Honor (en) du Stonewall National Monument (SNM) au Stonewall Inn de New York,. Le SNM est le premier monument national américain dédié aux droits et à l'histoire des personnes LGBTQ, inauguré pour le 50e anniversaire des émeutes de Stonewall.
Le sixième épisode de la saison 1 du podcast Making Gay History (en) mentionne Jeanne Manford et son fils Morty. Le 11e épisode de la saison 3 de ce podcast est entièrement consacré à Morty,.